# 나취시
나취시(티베트어: ནག་ཆུ་ས་ཁུལ་ 나그추, 중국어: 那曲市, 병음: Nàqū Shì)는 티베트 자치구를 구성하는 지구의 하나이다. 중국 최대 면적의 지급시이자 세계에서 가장 면적이 큰 도시이다.
나취 시는 북쪽으로 동경 84도 55부 95도 5부, 북위 29도 55부 36도 30분 사이에 위치한다. 「나그(nag)」는 「검다」라는 뜻의 형용사이며, 「추(chu)」는 「강」을 의미하여, 검은 강을 뜻하는 나그 천(중국어명: 헤이허(黒河))이 현 내를 북쪽으로 흐르고 있다. 지구의 서쪽은 장탄 고원의 동부를 차지한다. 중국명 헤이허는 티베트명의 한자음 표기이다. 일반적으로 「만리강당」(萬里羌塘)이라고 불린다.

## 지리
티베트 자치구의 북부에 위치한다. 남쪽은 창두 지구, 닝치 지구, 라싸 시와 서쪽은 아리 지구, 동쪽은 쓰촨성 간쯔 티베트족 자치주, 북쪽은 칭하이성 위슈 티베트족 자치주, 신장 위구르 자치구와 접한다.

## 역사
1950년대부터 지질학자와 고고학자는 장북 고원에서 많은 타제석기를 발견했다. 그 형상과 제조 공정은 유목 문화의 특성을 나타내고 있어 지금부터 15만 년 전의 구석기 시대 중기부터 말기의 것이다.
나취 지구에서 가장 오래된 기록은 샹슝 문화이며, 사서에는 양동(羊同)이라고 전해진다. 티베트어의 사료에서 이 지구는 「탁대」(卓岱)라 불르며 「유목 부락」을 의미한다. 이 지역의 주민은 유목민을 의미하는 「탁파」또는 북쪽의 사람을 의미하는 「강파」또는 북쪽의 부락을 의미하는 「강일」이라고 불렸다.
샹슝의 최전성기에 이 땅은 내샹슝, 외샹슝, 중샹슝으로 나뉘었으며, 지금의 나취 지구는 대부분이 중(中)샹슝과 외(外)샹슝에 해당한다. 중샹슝의 중심 「당야경종」(当惹瓊宗)은 현재 나추 지구 서남쪽의 구석에 있는 당야옹착(当惹雍錯)의 호반 일대에 해당한다. 샹슝의 쇠퇴 후, 서쪽 지역은 축소된다. 7세기 전후, 지구의 동부 지역은 소비부족(蘇毘部族)에 귀속되었다. 그 후 티베트족이 힘을 키워, 송첸캄포의 시대에 전 티베트를 통일해 강대한 티베트 왕조를 수립했다. 장북도 그 지배하에 있었다.
1970년 11월 20일에 나취 지구(티베트어: ནག་ཆུ་ས་ཁུལ་ 나그추 사쿨, 중국어: 那曲地区, 병음: Nàqū Dìqū)가 신설되었으며 2017년 7월 18일을 기해 나취 시로 승격되었다.

## 행정 구역
11개 특별시할구 관할한다.

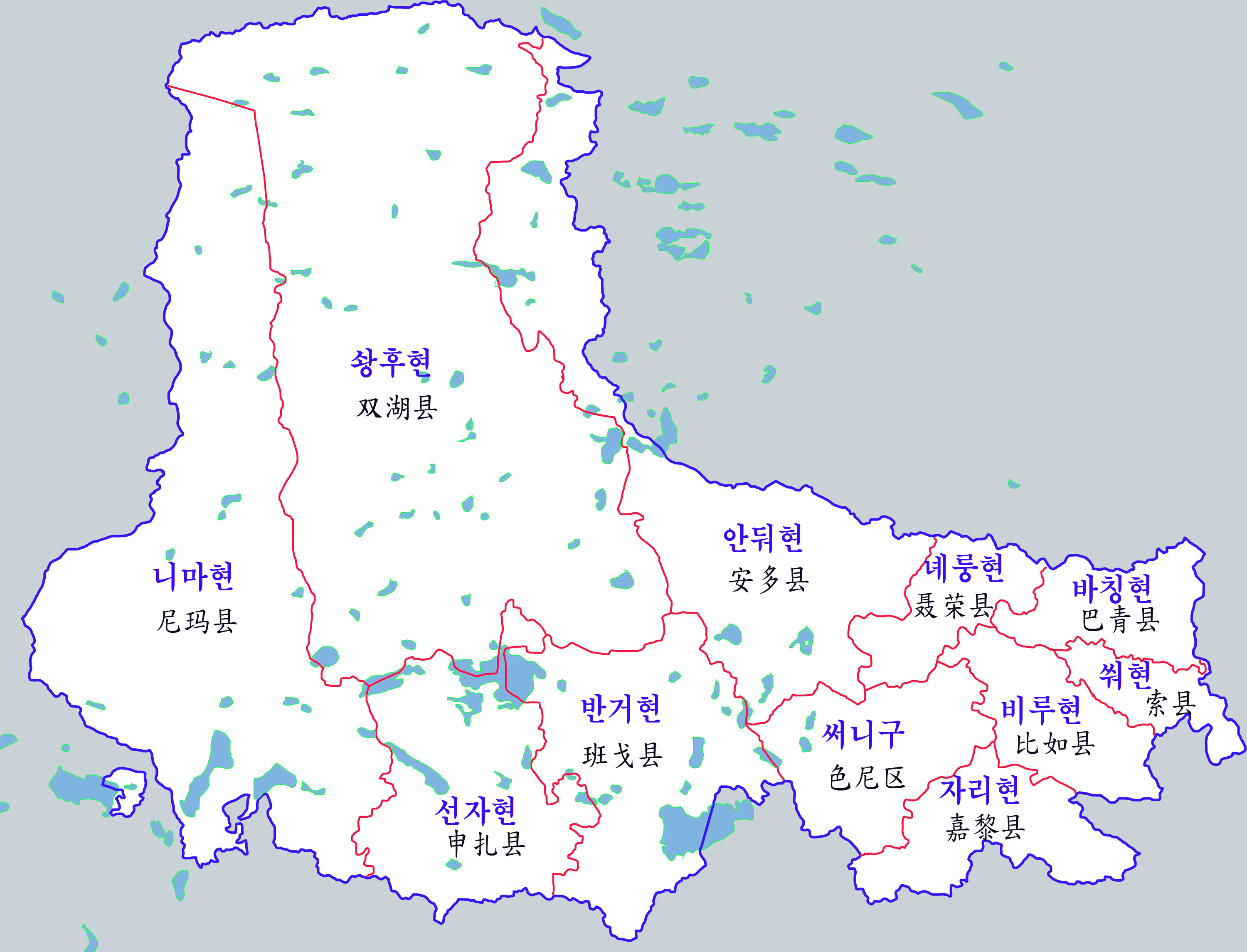
나그추 지구의 행정구역

- 써니 구(세니 구)(티베트어: གསེར་རྙེད་ཆུས།, 중국어: 色尼区)
- 자리 현(라리 현)(티베트어: ལྷ་རི་རྫོང་, 중국어: 嘉黎县)
- 비루 현(비루 현)(티베트어: འབྲི་རུ་རྫོང་, 중국어: 比如县)
- 녜룽 현(냐인롱 현)(티베트어: ནག་ཆུ་རྫོང་, 중국어: 聂荣县)
- 안둬 현(암도 현)(티베트어: ཨ་མདོ་རྫོང་, 중국어: 安多县)
- 선자 현(사인차 현)(티베트어: ཤན་རྩ་རྫོང་, 중국어: 申扎县)
- 쒀 현(쏘그 현)(티베트어: སོག་རྫོང་, 중국어: 索县)
- 반거 현(바인고인 현)(티베트어: དཔལ་མགོན་རྫོང་, 중국어: 班戈县)
- 바칭 현(바첸 현)(티베트어: སྦྲ་ཆེན་རྫོང་, 중국어: 巴青县)
- 니마 현(니마 현)(티베트어: ཉི་མ་རྫོང་, 중국어: 尼玛县)
- 솽후 현(티베트어: མཚོ་གཉིས་་རྫོང་, 중국어: 双湖县)

## 자원
이 도시에는 652종의 광물이 존재하며, 그 중에는 금,은, 크롬, 납, 아연, 식염, 리튬, 마노, 수정, 이붕화 마그네슘, 석유, 옥석 등의 존재가 확인되고 있다. 매장량이 풍부한 것은 금, 납, 아연, 식염, 붕사, 옥석 등 수십종, 크롬이나 안티모니 등은 질도 양도 중국 제일이며, 지열, 동, 철, 붕소, 마그네사이트도 많고, 리튬도 기대되고 있다.

## 경제
1959년 중공의 폭정이 본격화되기 이전의 나추 지구에는 소수의 수공업 직공 밖에 있지 않았고, 근대 공업과는 거리가 먼 원시적인 가내 수공업 상태였다. 대부분의 상인은 여름의 경마회의 기간, 가축에 일용 잡화를 실어 초원에서 교역 했다. 교역은 거의 물물교환에 의하는 것으로, 각각의 가축 제품과 약초 등의 특산품을 교환했다.
이후 40년간, 나추는 현대적인 공업 체계로 탈바꿈하여 지구 전체 45개의 국유기업 중 12사가 공업, 16사가 상업, 13사가 식품, 그리고 무역, 운수 판매, 건축, 관광 등에 종사하고 있다. 국유기업은 주로 나추진이 중심으로, 서비스업과 경공업에 중점을 두고 있어 채광, 발전, 기계의 수리 판매, 건축, 제약 등의 생산품이 주된 대상이다.
민족 공예품은 주로 깔개, 민속 의상, 구두, 모자, 가구, 칼, 은제품, 동제품 등 40 종류 이상, 국가급, 자치구급의 우수한 양질의 칭호를 얻고 있다. 융단, 약은 티베트 뿐만이 아니라 국내외의 시장에 소개되어 소비자가 선호하는 상품이다.

## 인구
2000년 인구는 36만 명이었고 이 중 티베트족이 99%를 차지했다.

## 같이 보기
- 칭짱철도